# Alexandre Camille Taponier
Alexandre-Camille Taponier, né le 2 février 1749 à Valence (Drôme) et mort le 15 avril 1831 à Paris, est un général de division de la Révolution française qui s'illustre particulièrement lors des guerres de la première coalition, aux batailles de Wissembourg le 13 octobre 1793 et de Kaiserslautern du 28 au 30 novembre 1793.

## Biographie
Alexandre Camille Taponier naît le 2 février 1749 et est baptisé le lendemain en l'église Saint-Jean de Valence. Il est le fils d'Augustin Taponier et de Jeanne Lagier. 
Il entre dans le régiment des Gardes françaises le 25 novembre 1767. À la prise de la Bastille le 14 juillet 1789, Taponier, alors sergent dans un régiment de grenadiers, se trouve parmi la foule massée devant la Bastille et prend la tête de l'assaut de la prison. À la suite de cette action d'éclat, il est fait lieutenant puis capitaine dans les semaines qui suivent. Le 1er septembre suivant il est affecté aide-major dans la garde nationale de Paris. Il participe en 1791 au blocus de la forteresse de Landau, puis il est promu capitaine le 3 août 1791, au 103e régiment d'infanterie de ligne. Il est fait chevalier de Saint-Louis le 1er janvier 1792, puis il sert à l'armée de la Moselle de 1792 à 1795.
Il se distingue le 13 octobre 1793 à la première bataille de Wissembourg, et il est nommé adjudant-général chef de bataillon provisoire le 15 octobre suivant. Il est promu général de division le 7 novembre 1793, et il s'empare d'Hornbach le 20 novembre, puis il se distingue à Kaiserslautern du 28 au 30 novembre, où il enlève huit pièces de canon, ainsi qu'à la bataille de Geisberg du 26 au 29 décembre, à la Bataille des Vosges les 2 et 13 juillet 1794, et au siège de Luxembourg fin 1794 et début 1795.
Le 20 mars 1795 il passe à l'armée de Rhin-et-Moselle comme commandant de la 4e division, et il est réformé le 16 octobre 1795, pour cause de blessures. Le 31 mai 1796 il commande la 8e division de l'armée de Rhin-et-Moselle sous le général Gouvion-Saint-Cyr. Il se fait également remarquer le 5 juillet 1796 à la bataille de Rastatt et à la bataille d'Ettlingen (en) le 9 juillet suivant, vainqueur à Cannstatt le 21 juillet, sert à Neresheim le 11 août 1796, mais il est relevé de son commandement à la demande du général Moreau qui l’accusait d’avoir levé des contributions arbitraires en juillet 1796.
Réformé le 13 février 1797, il se retire à Vanves. Il est rappelé à l'armée d'Angleterre le 6 août 1799 et le 2 octobre 1799, il commande la 13e division militaire à Pontivy jusqu'au 14 janvier 1800. Chargé de s'opposer aux tentatives de débarquement des Anglais sur les côtes de Bretagne, il tient en échec les entreprises des chouans dans le Morbihan, notamment par la manœuvre préliminaire de la bataille de la Tour d'Elven le 30 novembre 1799.

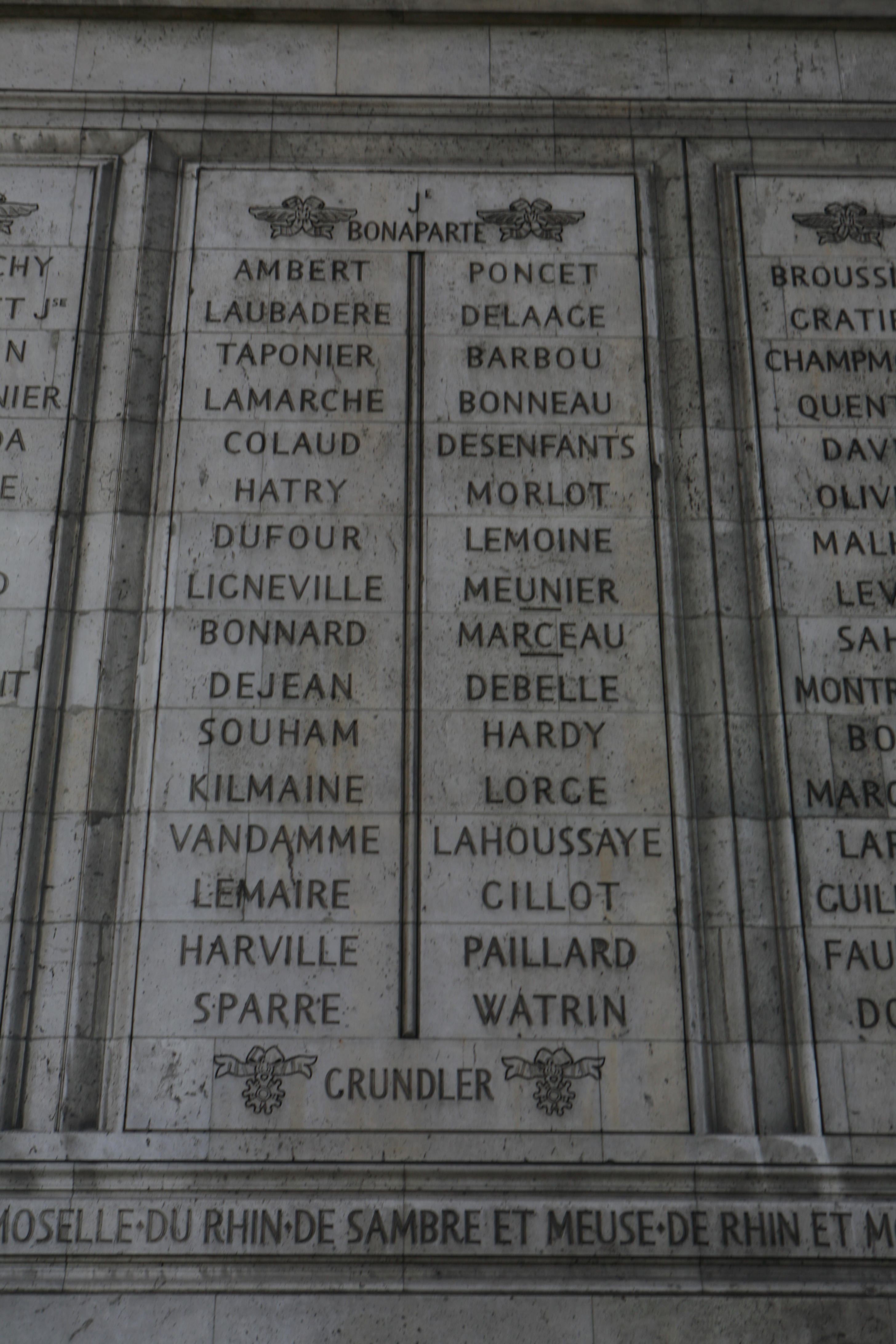
Noms gravés sous l'arc de triomphe de l'Étoile : pilier Nord, 5e et 6e colonnes.

Le 29 mars 1801 il est mis au traitement de réforme et cesse ses fonctions le 21 mai suivant. Il est fait chevalier de la Légion d’honneur le 29 mars 1805 , et il est admis à la retraite le 10 juin 1811. Il est inhumé au cimetière du Montparnasse. Son nom est inscrit sur le panneau du pilier nord de l’arc de triomphe de l’Étoile.

### Hommage
La rue Campagne-Première dans le 14e arrondissement de Paris a été nommée ainsi par le général Taponier, propriétaire de terrains alentour, qui voulait évoquer sa première campagne, celle de Wissembourg en 1793.

## Sources
- Charles-Nicolas Beauvais, Victoires, conquêtes, désastres, revers et guerres civiles des Français, de 1792 à 1815, vol. 26, C. L. F. Panckoucke, 1822, p. 210
- coll., Dictionnaire historique des batailles, sièges, et combats de terre qui ont eu lieu pendant la Révolution française, vol. 2, Paris, Libr. Menard et Desenne, 1818, p. 416
- André Blanc, Valence à travers les hommes, Valence, Éditions SOREPI, 1975
- Georges Six, Dictionnaire biographique des généraux & amiraux français de la Révolution et de l'Empire (1792-1814), Paris : Librairie G. Saffroy, 1934, 2 vol., p. 484
- « Cote LH/2567/46 », base Léonore, ministère français de la Culture